# Gorno Količani
Gorno Količani (makedonska: Горно Количани) är en ort i Nordmakedonien. Den ligger i kommunen Studeničani, i den centrala delen av landet, 13 kilometer söder om huvudstaden Skopje. Gorno Količani ligger 630 meter över havet och antalet invånare är 654.